# 宮古馬

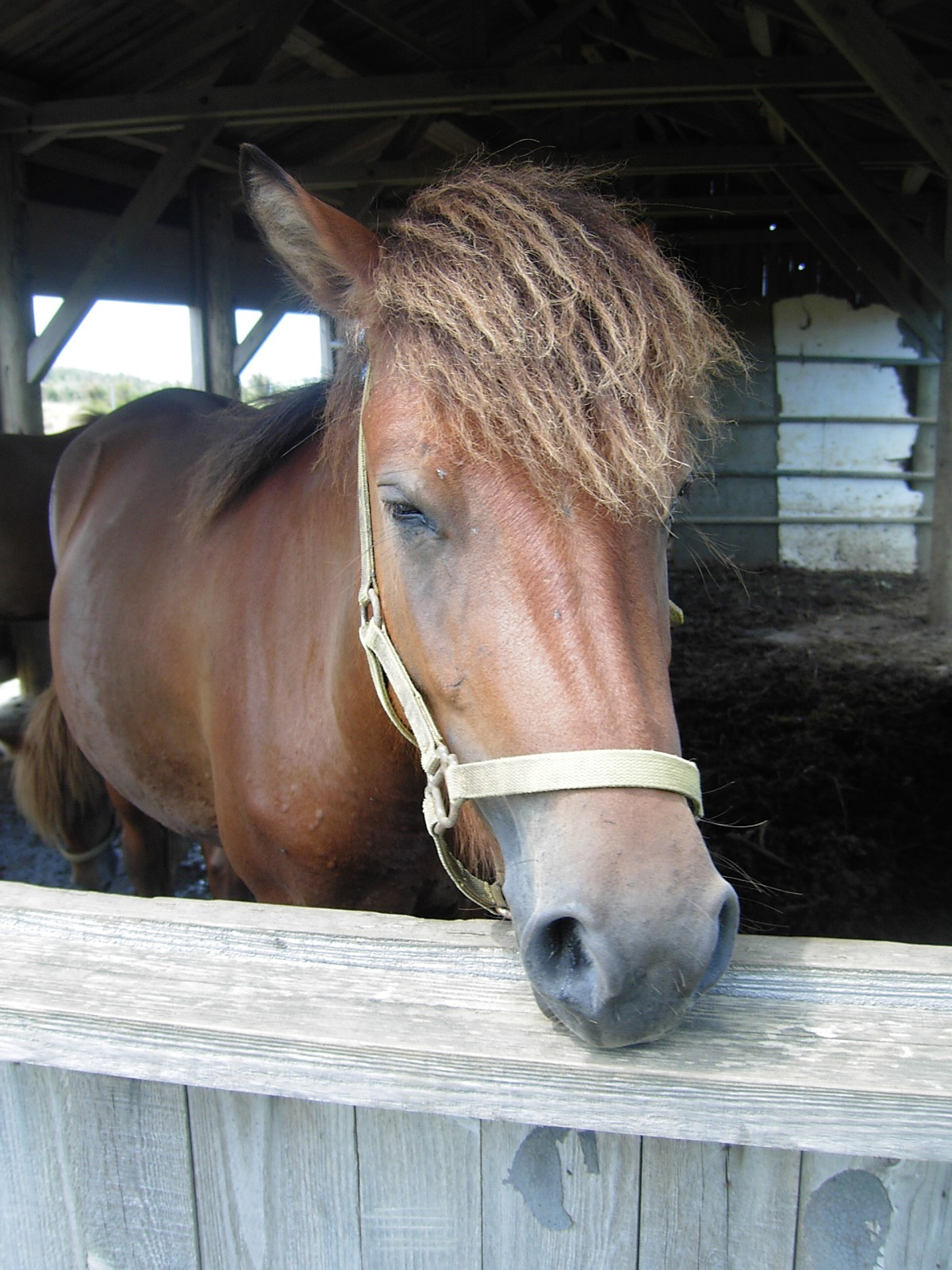
宮古馬

宮古馬（みやこうま）は、宮古列島の宮古島（沖縄県宮古島市）で飼育されてきたウマの一品種である。また日本在来馬8馬種のひとつで、1991年（平成3年）1月16日に沖縄県の天然記念物に指定されている。

## 特徴
体高はおよそ120cmと小型で、ポニーに分類される。毛色は鹿毛が中心である。離島で他品種と交配されることがなかったため、現代まで系統がよく保たれてきた。
性質が温順で飼い主によくなつき、粗食や重労働に耐えることから、農耕用や駄載用として利用されてきた。また、蹄が大きく堅いため、サンゴ石の道路や、表土の薄いサトウキビ畑での農耕に適しており、明治時代に宮古島でサトウキビの栽培が始められると、宮古馬がその農耕に活躍した。
宮古方言では、「ミャークヌーマ」、「ミャーコヌーマ」、「スマヌーマ」と呼ばれる。

## 歴史

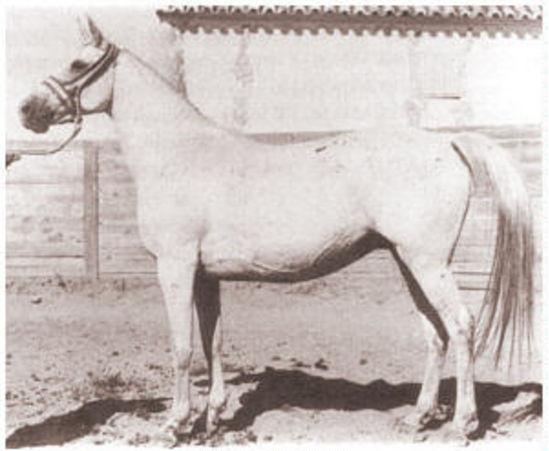
ヒコーキ号

### 由来
沖縄地方では、古くから小型馬が飼育され、14世紀には中国への主要な輸出品となっていた。この馬は、中国の小型馬が伝わったとする説と、朝鮮半島の小型馬が九州を経て伝わったとする説とがある。近年の研究では、体格、遺伝学的分析、遺存体の共伴物、馬具等の点から見て、沖縄本島及び宮古島には九州から渡来し、宮古島への渡来の時期は14世紀とする。
1771年（明和8年）の八重山地震（明和の大津波）では、宮古列島で403頭の馬が失われたとの記録があり、これから推定すると当時の宮古島では約2,000頭の馬が飼育されていたと考えられている。
琉球王国の時代から太平洋戦争中まで行われた、沖縄の伝統の馬乗り競技である琉球競馬で用いられた馬は、ほとんどが宮古馬であった。昭和初期に琉球競馬で活躍した名馬ヒコーキ号も、白毛の宮古馬であったとされる。

### 明治以降
1917年（大正6年）、種牡馬を除く3歳以上の牡馬の去勢を定めた馬匹去勢法が施行された。これは、軍馬の気性の荒さを去勢によって解消するとともに、在来馬と大型種牡馬との交配により馬体を改良することを目的としていた。宮古島でも施行初年の1917年（大正6年）には194頭の去勢が行われたが、去勢により持久力が落ちる、価格が下がる、種牡馬が不足するといった反対の声が上がり、陳情が繰り返された結果、1922年（大正11年）に適用区域から除外された。この結果、同法が適用されていた5年間に宮古島で去勢された馬は263頭にとどまり、1933年（昭和8年）の陸軍第六師団獣医部の調査によれば、沖縄本島では飼育頭数2万7,253頭のうち55%が改良雑種化され、残った大半の牡馬も去勢されたのに対して、宮古では8,597頭のうち99%が在来馬であった。
1935年（昭和10年）、その性質の穏やかさから、まだ幼少だった明仁親王の将来の乗馬訓練用として、右流間（うるま）、球盛（珠盛、たまもり）、漲水（はりみず）の3頭が選定された。後に宮内庁より、17歳となった皇太子の右流間との乗馬写真が育成農家へ贈られた。本土復帰後の海洋博で沖縄訪問した皇太子は、育成農家を招いて愛馬の思い出を語ったという。
宮古馬の数は、1950年代に至っても1万頭を超えていたが、その後、サトウキビ栽培への耕運機の普及とともに頭数が激減し、一時は絶滅の危機に瀕した。
宮古畜産技術員会が1976年（昭和51年）に行った調査では、確認された純度の高い宮古馬は14頭のみであり、1978年（昭和53年）には7頭にまで減少した。

### 保存活動と増頭運動
1977年（昭和52年）に平良市役所内に宮古馬保存対策会が設置され、1978年（昭和53年）には農家で飼養されていた牝馬3頭を平良市が買い上げて、具志川市（現うるま市）の陶芸家名護宏明から寄贈された牡馬の「太平号」とともに、平良市熱帯植物園（現宮古島市熱帯植物園）で集団飼育を開始。1979年（昭和54年）7月に「太平号」と「ゆかりゃ号」の交配が行われ、1980年（昭和55年）6月に牡の仔馬が誕生。公募で「平太」と名づけられた。
同年4月1日には宮古馬保存会が結成され、同保存会などによる保存活動の結果、徐々に数が増えつつある。
増頭運動は1985年（昭和60年）に具体化され、粟国島から宮古馬を買い取って飼育を始めた。1992年（平成4年）には20頭に、2007年（平成19年）に30頭まで増やした。その後も毎年のように産まれたものの、事故死などの死亡が相次ぎ増減を繰り返したが、2013年（平成25年）6月11日には40頭に達した。宮古馬保存会では当面の目標を50頭としていたが、2015年（平成27年）に50頭を達成。その後は50頭前後で増減している。2017年（平成29年）時点での飼養頭数は48頭で、日本在来馬の中では対州馬の40頭に次いで少ない。

### 相次ぐ死亡
2018年（平成30年）12月、宮古馬を飼養している7戸のうち2ヶ所で、宮古馬が劣悪な環境で飼養され、死亡が相次いでいると報道された。宮古馬は2016年からの3年間で16頭死亡しているが、この2ヶ所で死亡した馬は13頭にも上り、栄養失調や凍死といった管理上の問題が原因と見られるものもあった。虐待が行われていたと報道する週刊誌もある。保存会事務局では報道を受け、2018年度内に2ヶ所での飼養を止める方向で調整を行っており、補助金の増額も検討しているとされる。
12月19日に開かれた飼養者への説明会の結果、3ヶ所で飼養されている6頭が自主返還されることとなり、このうち2ヶ所の4頭は12月30日までに別の場所に移された。

## 現状
宮古本島内では、西平安名岬の宮古馬牧場や、2006年（平成18年）4月にオープンした平良の荷川取牧場（にかどりぼくじょう）などで、9個人と1団体が飼育している（2013年（平成25年）7月時点）。また、2019年度から与那覇前浜の後背地に整備される予定の宮古広域公園（仮称）内には宮古馬牧場が計画されている。
宮古島内で宮古馬を飼育している施設
- 宮古馬牧場（スマヌーマ牧場） - 宮古島市平良狩俣（西平安名岬）[18]
- 荷川取牧場 - 宮古島市平良下里[29]
- 宮古島市体験工芸村 - 宮古島市平良東仲宗根添（宮古島市熱帯植物園内）[29][30]
- 宮古島熱帯果樹園「まいぱり」 - 宮古島市下地与那覇[29][31]

島外では、1997年（平成9年）3月から農林水産省家畜改良センター十勝牧場で飼育されており、2015年（平成27年）1月30日時点では4頭が飼育されている。